# Arfeuille-Châtain
Arfeuille-Châtain est une commune française située dans le département de la Creuse en région Nouvelle-Aquitaine.

## Géographie

### Généralités

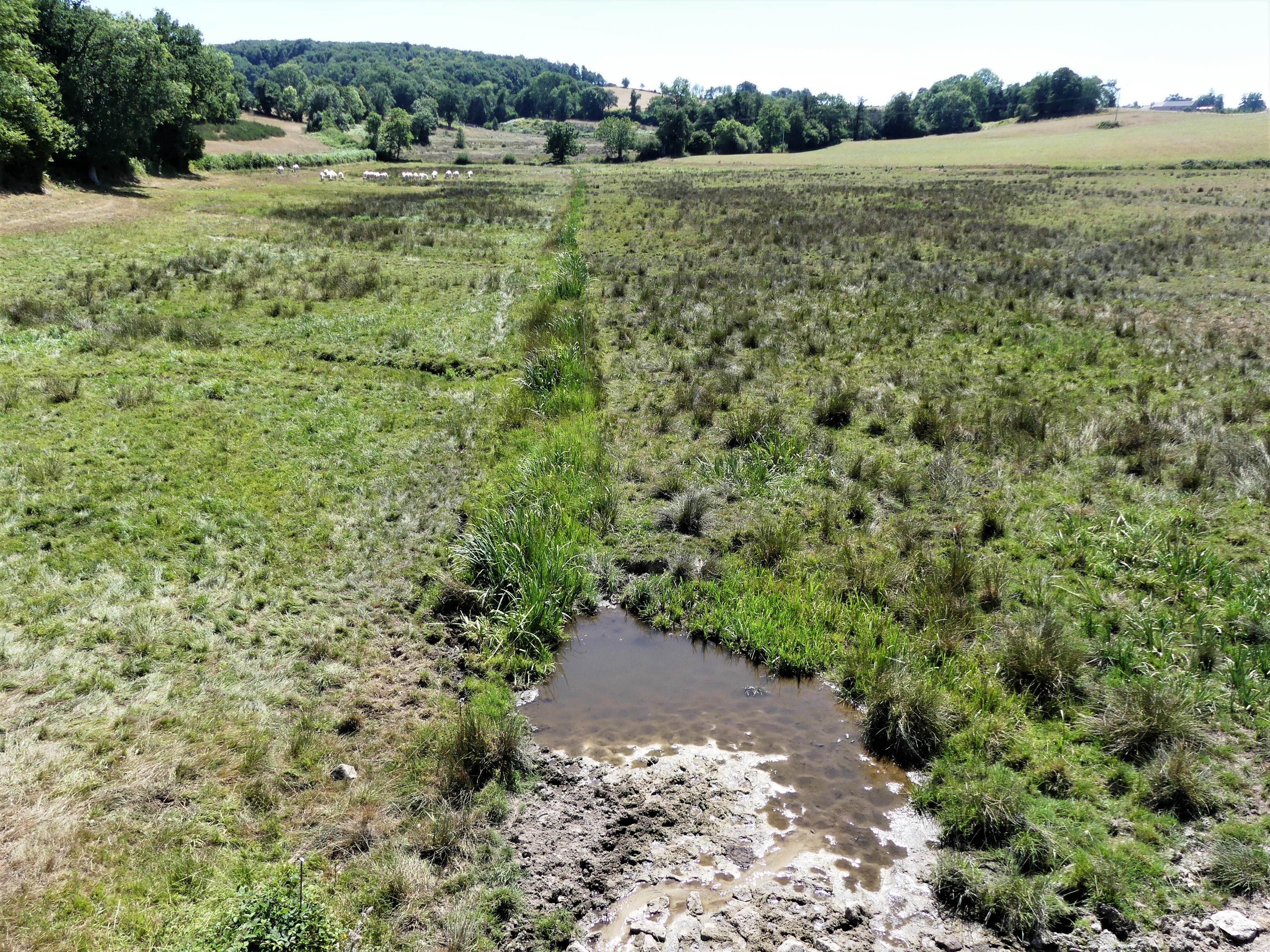
Le Chat Cros sur son premier kilomètre, au pont de la RD 4.

Dans la moitié orientale du département de la Creuse, la commune d'Arfeuille-Châtain s'étend sur 20,50 km2. Elle est arrosée au sud et au nord-est en deux tronçons sur cinq kilomètres par le Chat Cros — un affluent de la Tardes — qui y prend sa source.
L'altitude minimale avec 493 mètres se trouve localisée à l'extrême nord-est, au nord-nord-est du lieu-dit le Croizet, là où le Chat Cros quitte le territoire communal et entre sur celui de Reterre. L'altitude maximale avec 690 mètres est située dans le sud.
Traversé par la route départementale (RD) 27, le bourg de Châtain est situé, en distances orthodromiques, treize kilomètres au sud-sud-ouest d'Évaux-les-Bains, et vingt-quatre kilomètres au nord-est d'Aubusson. Le petit bourg d'Arfeuille est situé 2,3 kilomètres au sud-ouest de Châtain.
Le territoire communal est également desservi au sud par la RD 4.
Au nord-ouest, le GR 46 marque sur deux kilomètres et demi la limite communale face à Mainsat.

### Communes limitrophes
Arfeuille-Châtain est limitrophe de cinq autres communes. Au sud-est, son territoire est distant de moins de 400 mètres de celui du Compas.
| Sannat  |                   | Reterre |
| Mainsat | Arfeuille-Châtain | Rougnat |
|         | Bussière-Nouvelle |         |

### Climat
Pour des articles plus généraux, voir Climat de la Nouvelle-Aquitaine et Climat de la Creuse.
Historiquement, la commune est exposée à un climat montagnard.  
En 2020, Météo-France publie une typologie des climats de la France métropolitaine dans laquelle la commune est exposée à un climat de montagne et est dans la région climatique Ouest et nord-ouest du Massif Central, caractérisée par une pluviométrie annuelle de 900 à 1 500 mm, maximale en automne et en hiver.
Pour la période 1971-2000, la température annuelle moyenne est de 9,9 °C, avec  une amplitude thermique annuelle de 15,2 °C. Le cumul annuel moyen de précipitations est de 914 mm, avec 11,9 jours de précipitations en janvier et 7,9 jours en juillet. Pour la période 1991-2020, la température moyenne annuelle observée sur la station météorologique la plus proche, située sur la commune d'Auzances à 6 km à vol d'oiseau, est de 10,6 °C et le cumul annuel moyen de précipitations est de 898,1 mm,. Pour l'avenir, les paramètres climatiques de la commune estimés pour 2050 selon différents scénarios d’émission de gaz à effet de serre sont consultables sur un site dédié publié par Météo-France en novembre 2022.

## Urbanisme

### Typologie
Au 1er janvier 2024, Arfeuille-Châtain est catégorisée commune rurale à habitat très dispersé, selon la nouvelle grille communale de densité à 7 niveaux définie par l'Insee en 2022.
Elle est située hors unité urbaine et hors attraction des villes,.

### Occupation des sols
L'occupation des sols de la commune, telle qu'elle ressort de la base de données européenne d’occupation biophysique des sols Corine Land Cover (CLC), est marquée par l'importance des territoires agricoles (80,4 % en 2018), une proportion sensiblement équivalente à celle de 1990 (80,3 %). La répartition détaillée en 2018 est la suivante : 
prairies (61,6 %), forêts (19,6 %), zones agricoles hétérogènes (18,8 %). L'évolution de l’occupation des sols de la commune et de ses infrastructures peut être observée sur les différentes représentations cartographiques du territoire : la carte de Cassini (XVIIIe siècle), la carte d'état-major (1820-1866) et les cartes ou photos aériennes de l'IGN pour la période actuelle (1950 à aujourd'hui).

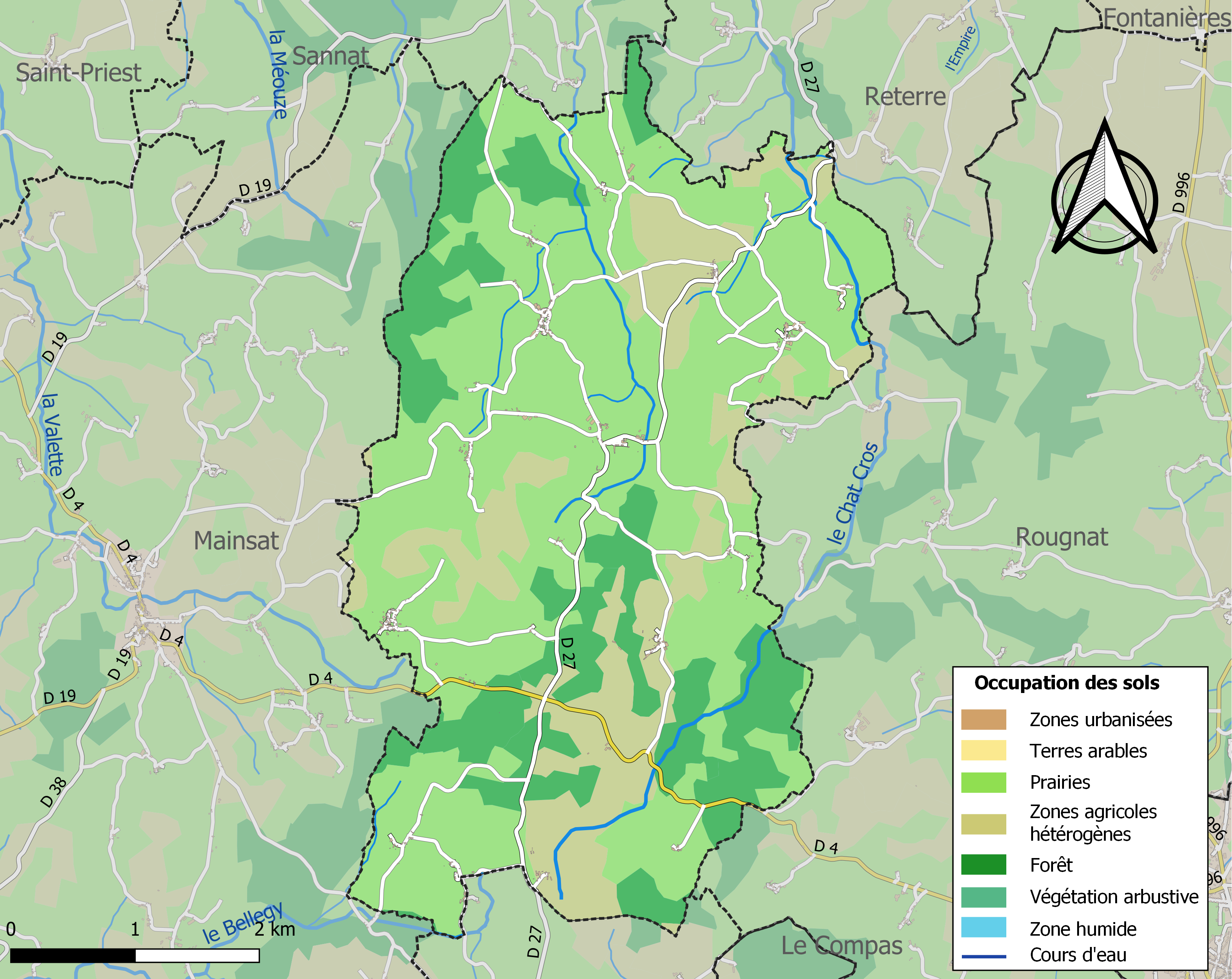
Carte des infrastructures et de l'occupation des sols de la commune en 2018 (CLC).

### Transports en commun
- Réseau TransCreuse

### Risques majeurs
Le territoire de la commune d'Arfeuille-Châtain est vulnérable à différents aléas naturels : météorologiques (tempête, orage, neige, grand froid, canicule ou sécheresse) et séisme (sismicité faible). Il est également exposé à un risque particulier : le risque de radon. Un site publié par le BRGM permet d'évaluer simplement et rapidement les risques d'un bien localisé soit par son adresse soit par le numéro de sa parcelle.

#### Risques naturels

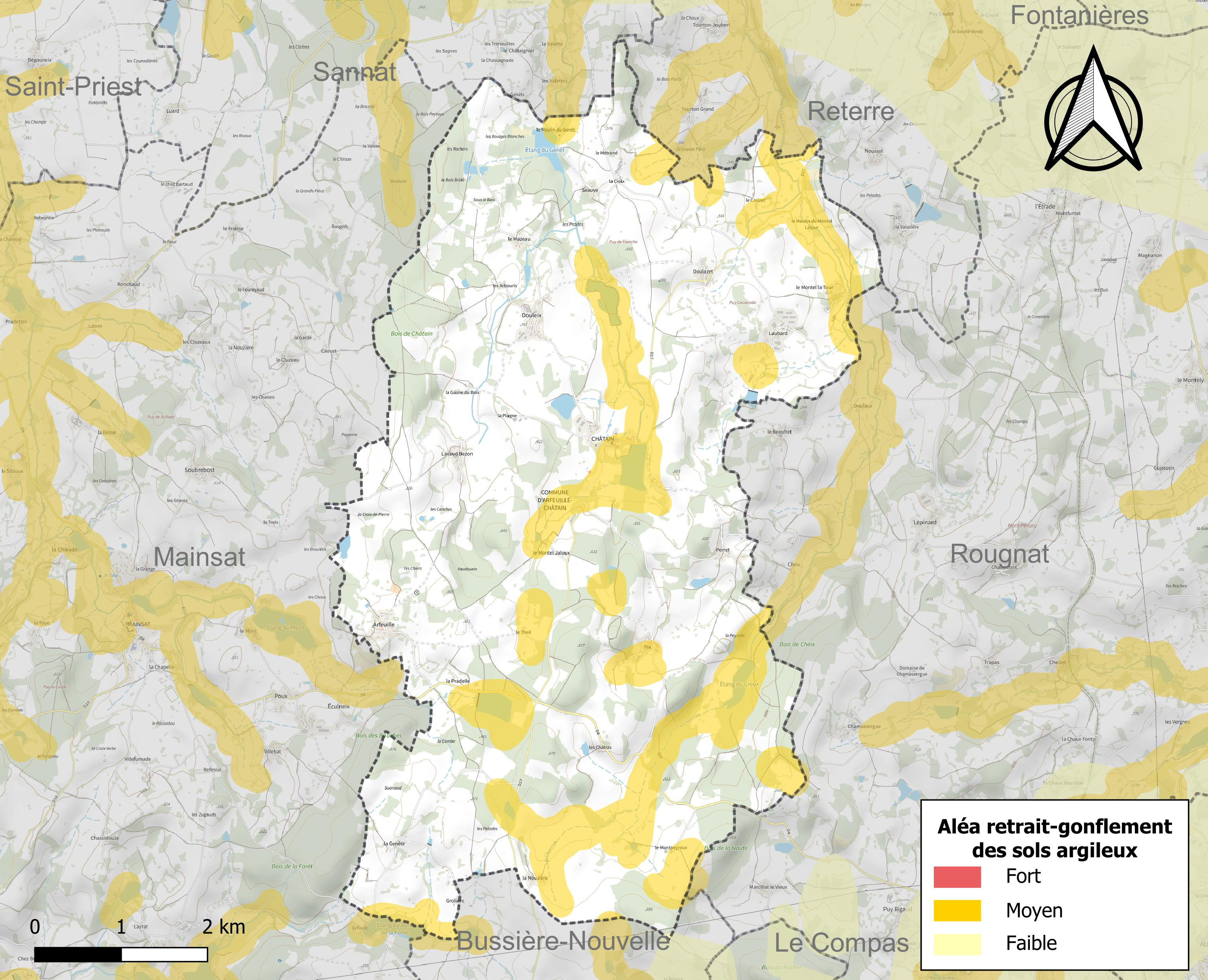
Carte des zones d'aléa retrait-gonflement des sols argileux d'Arfeuille-Châtain.

Le retrait-gonflement des sols argileux est susceptible d'engendrer des dommages importants aux bâtiments en cas d’alternance de périodes de sécheresse et de pluie. 20,2 % de la superficie communale est en aléa moyen ou fort (33,6 % au niveau départemental et 48,5 % au niveau national). Sur les 160 bâtiments dénombrés sur la commune en 2019, 22 sont en aléa moyen ou fort, soit 14 %, à comparer aux 25 % au niveau départemental et 54 % au niveau national. Une cartographie de l'exposition du territoire national au retrait gonflement des sols argileux est disponible sur le site du BRGM,.
Par ailleurs, afin de mieux appréhender le risque d’affaissement de terrain, l'inventaire national des cavités souterraines permet de localiser celles situées sur la commune.
La commune a été reconnue en état de catastrophe naturelle au titre des dommages causés par les inondations et coulées de boue survenues en 1982 et 1999. Concernant les mouvements de terrains, la commune a été reconnue en état de catastrophe naturelle au titre des dommages causés par des mouvements de terrain en 1999.

#### Risque particulier
Dans plusieurs parties du territoire national, le radon, accumulé dans certains logements ou autres locaux, peut constituer une source significative d’exposition de la population aux rayonnements ionisants. Certaines communes du département sont concernées par le risque radon à un niveau plus ou moins élevé. Selon la classification de 2018, la commune d'Arfeuille-Châtain est classée en zone 3, à savoir zone à potentiel radon significatif.

## Toponymie
C'est un toponyme désignant un lieu où pousse le houx (latin acrifolium). La forme réduite arfuèlha, du nord-occitan, a produit une f en perdant le e pré-tonique (agr[e]fuèlha > agrfuèlha > arfuèlha) pour aboutir à Arfeuille.

## Histoire
Les anciennes paroisses puis communes d'Arfeuille et de Châtain ont fusionné entre 1795 et 1800. Chacun des deux villages a son église et son cimetière. La mairie est située au village de Châtain, plus petit mais situé dans une position plus centrale et mieux desservi par les routes, tandis qu'Arfeuille est décentré, à l'ouest du territoire communal.

## Économie

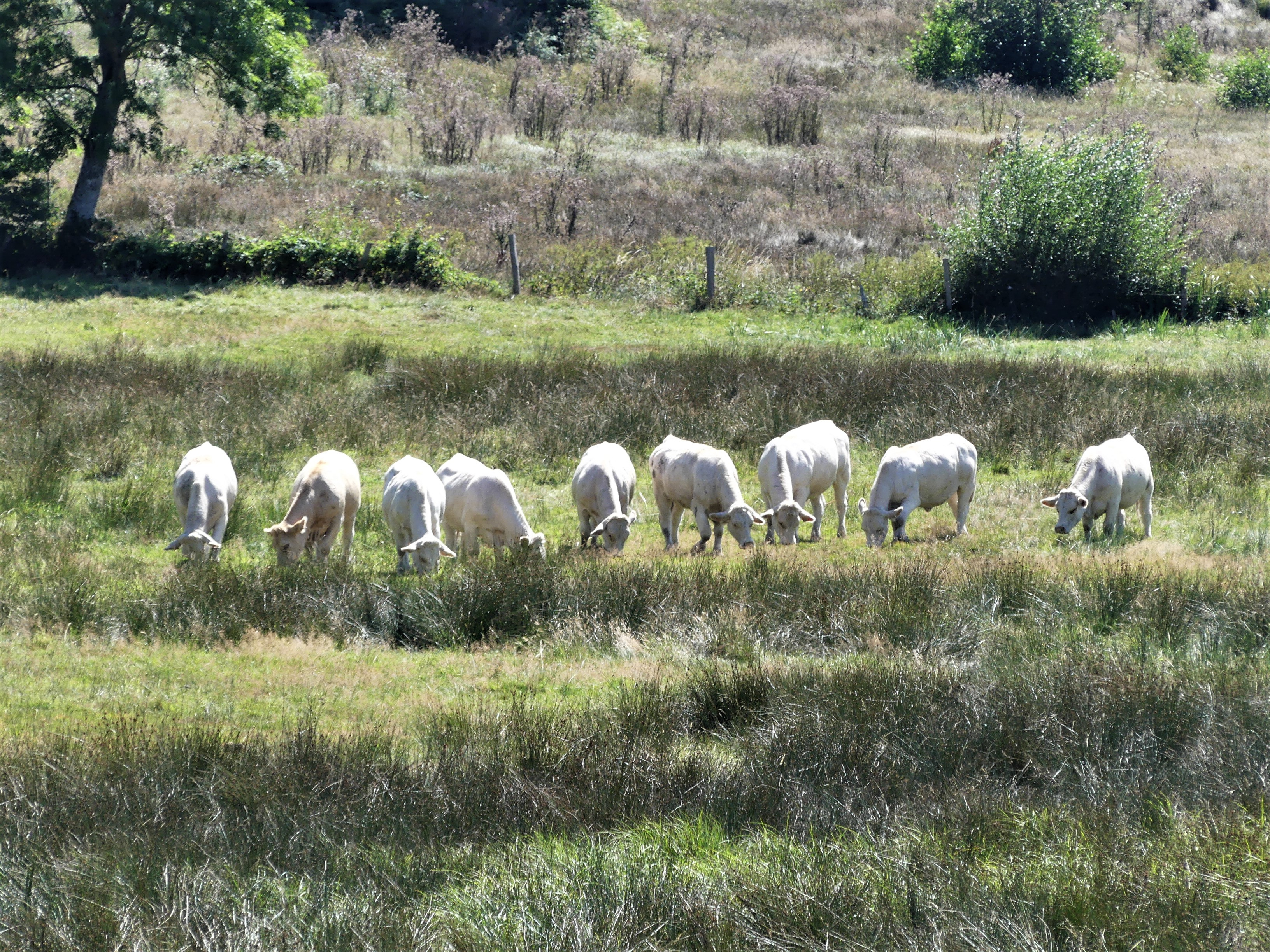
Bovins à Arfeuille-Châtain.

## Politique et administration

### Liste des maires

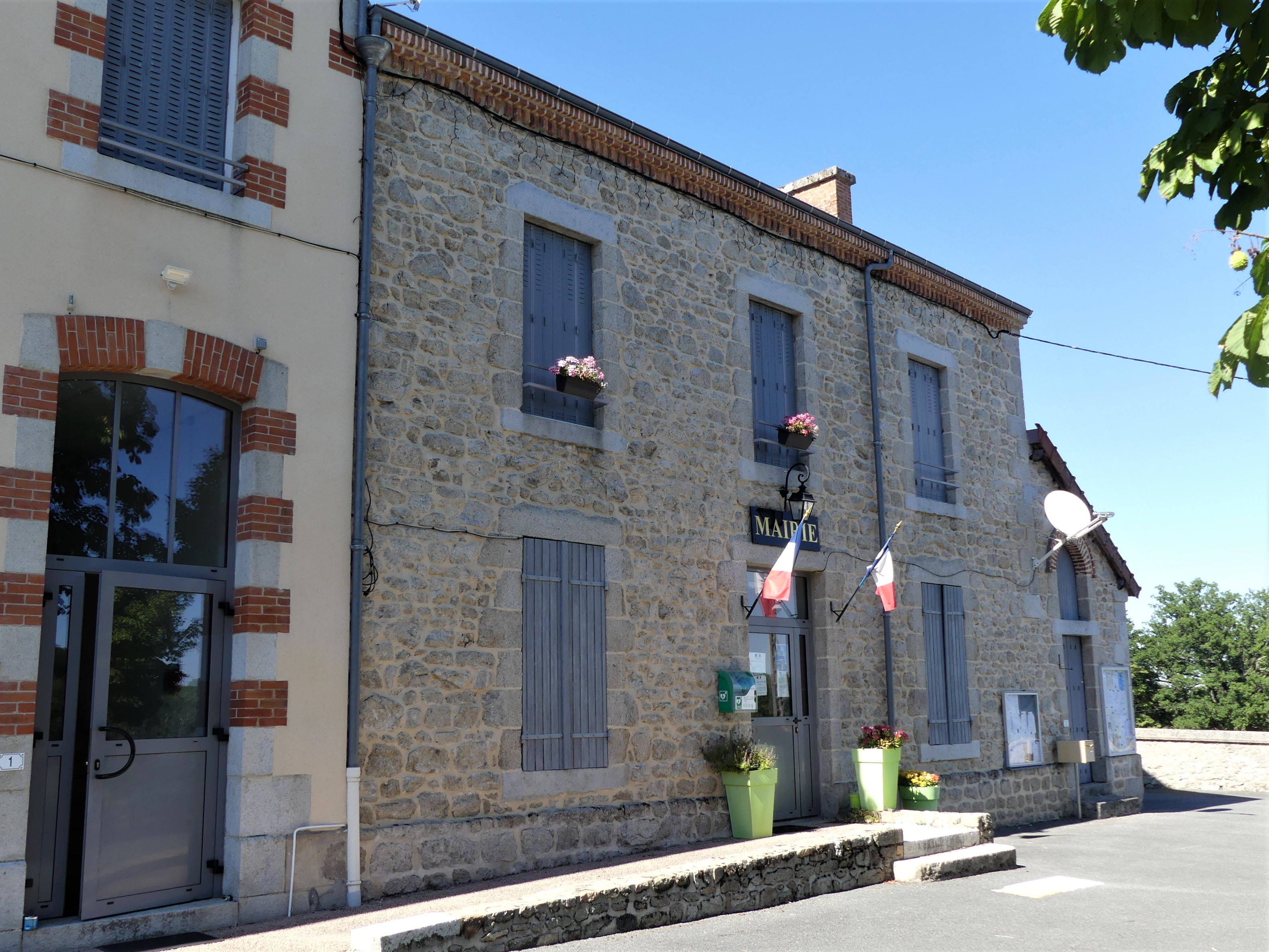
La mairie en 2022.

| Période                                  | Période  | Identité          | Étiquette | Qualité       |
| ---------------------------------------- | -------- | ----------------- | --------- | ------------- |
| Les données manquantes sont à compléter. |          |                   |           |               |
|                                          |          |                   |           |               |
| mars 2001                                | 2014     | Robert Servant    |           |               |
| 2014                                     | En cours | Béatrice Descloux | SE        | Fonctionnaire |

## Démographie
L'évolution du nombre d'habitants est connue à travers les recensements de la population effectués dans la commune depuis 1793. Pour les communes de moins de 10 000 habitants, une enquête de recensement portant sur toute la population est réalisée tous les cinq ans, les populations de référence des années intermédiaires étant quant à elles estimées par interpolation ou extrapolation. Pour la commune, le premier recensement exhaustif entrant dans le cadre du nouveau dispositif a été réalisé en 2008.

En 2022, la commune comptait 196 habitants, en évolution de +4,81 % par rapport à 2016 (Creuse : −3,32 %, France hors Mayotte : +2,11 %).
| 1793 | 1800 | 1806 | 1821 | 1831  | 1836  | 1841  | 1846  | 1851  |
| ---- | ---- | ---- | ---- | ----- | ----- | ----- | ----- | ----- |
| 274  | 755  | 753  | 904  | 1 004 | 1 109 | 1 141 | 1 187 | 1 171 |

| 1856  | 1861  | 1866  | 1872  | 1876  | 1881  | 1886  | 1891  | 1896  |
| ----- | ----- | ----- | ----- | ----- | ----- | ----- | ----- | ----- |
| 1 138 | 1 082 | 1 050 | 1 042 | 1 048 | 1 030 | 1 026 | 1 015 | 1 018 |

| 1901 | 1906 | 1911 | 1921 | 1926 | 1931 | 1936 | 1946 | 1954 |
| ---- | ---- | ---- | ---- | ---- | ---- | ---- | ---- | ---- |
| 875  | 908  | 831  | 772  | 589  | 536  | 511  | 425  | 414  |

| 1962 | 1968 | 1975 | 1982 | 1990 | 1999 | 2006 | 2008 | 2013 |
| ---- | ---- | ---- | ---- | ---- | ---- | ---- | ---- | ---- |
| 380  | 319  | 246  | 190  | 167  | 168  | 176  | 178  | 186  |

| 2018 | 2022 | - | - | - | - | - | - | - |
| ---- | ---- | - | - | - | - | - | - | - |
| 197  | 196  | - | - | - | - | - | - | - |

## Culture locale et patrimoine

### Lieux et monuments
- Château de Châtain
- Église Saint-Christophe de Châtain
- Église Saint-Martial d'Arfeuille

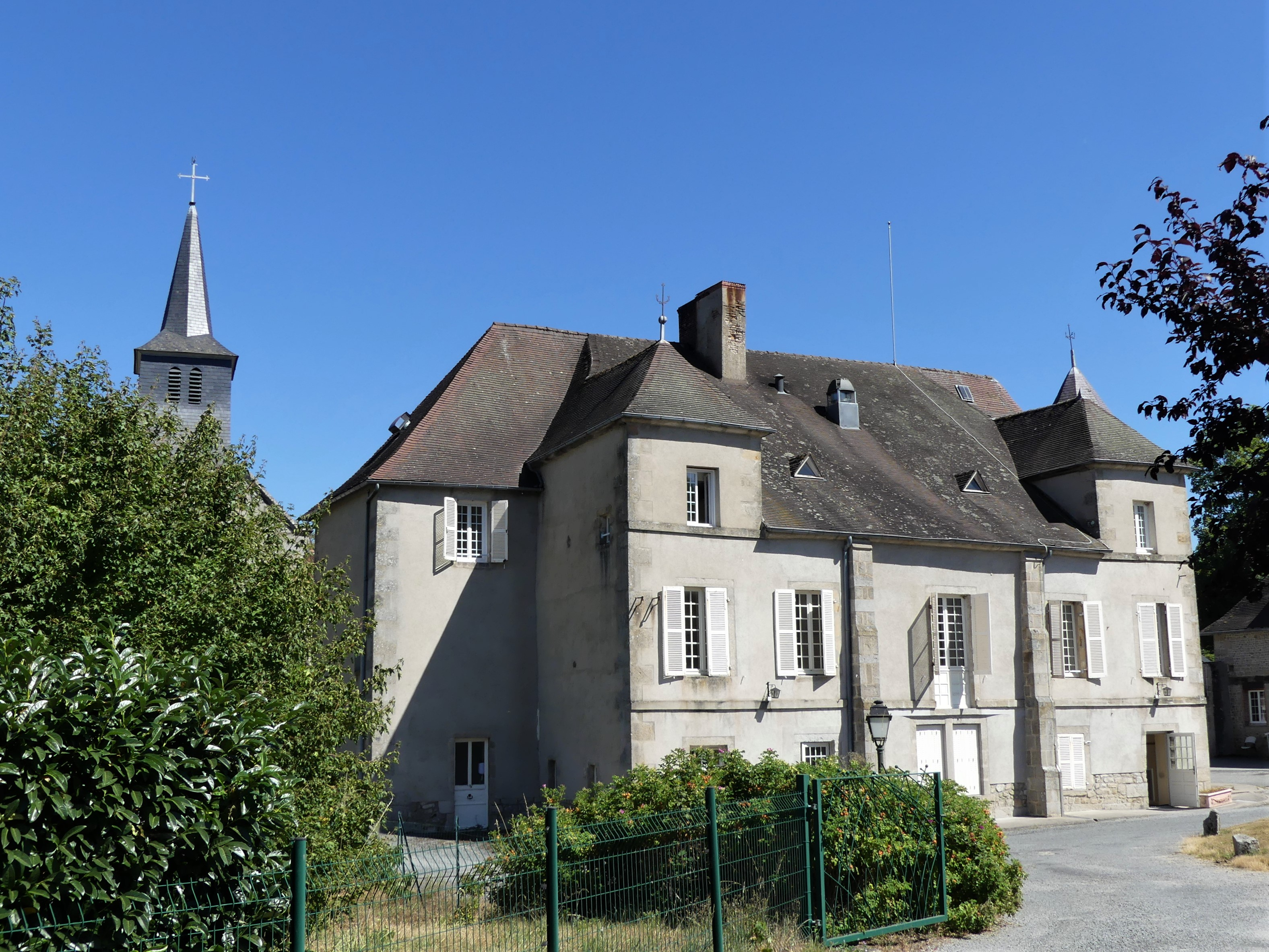
Le château de Châtain.
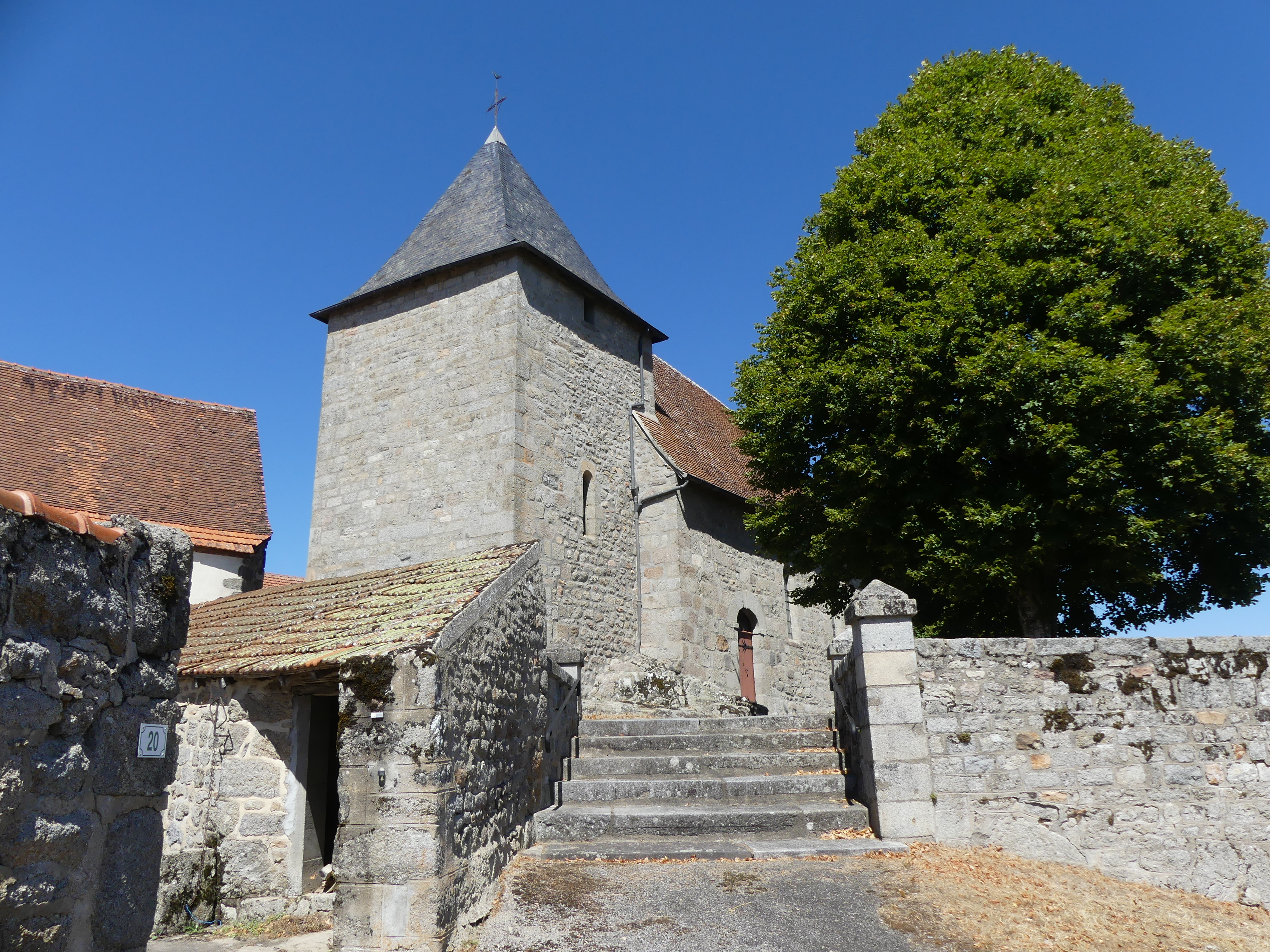
L'église Saint-Martial d'Arfeuille.
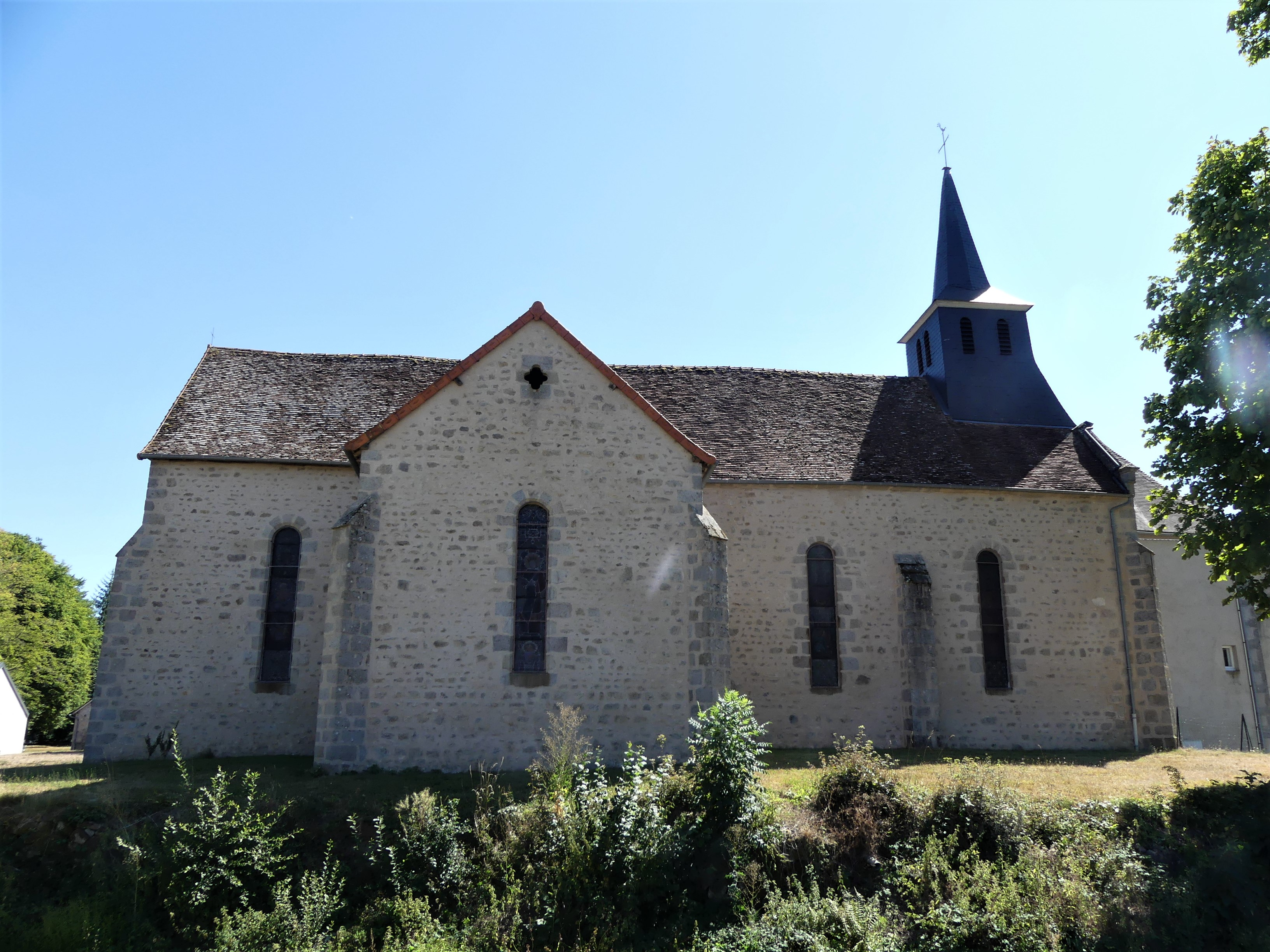
L'église Saint-Christophe de Châtain.
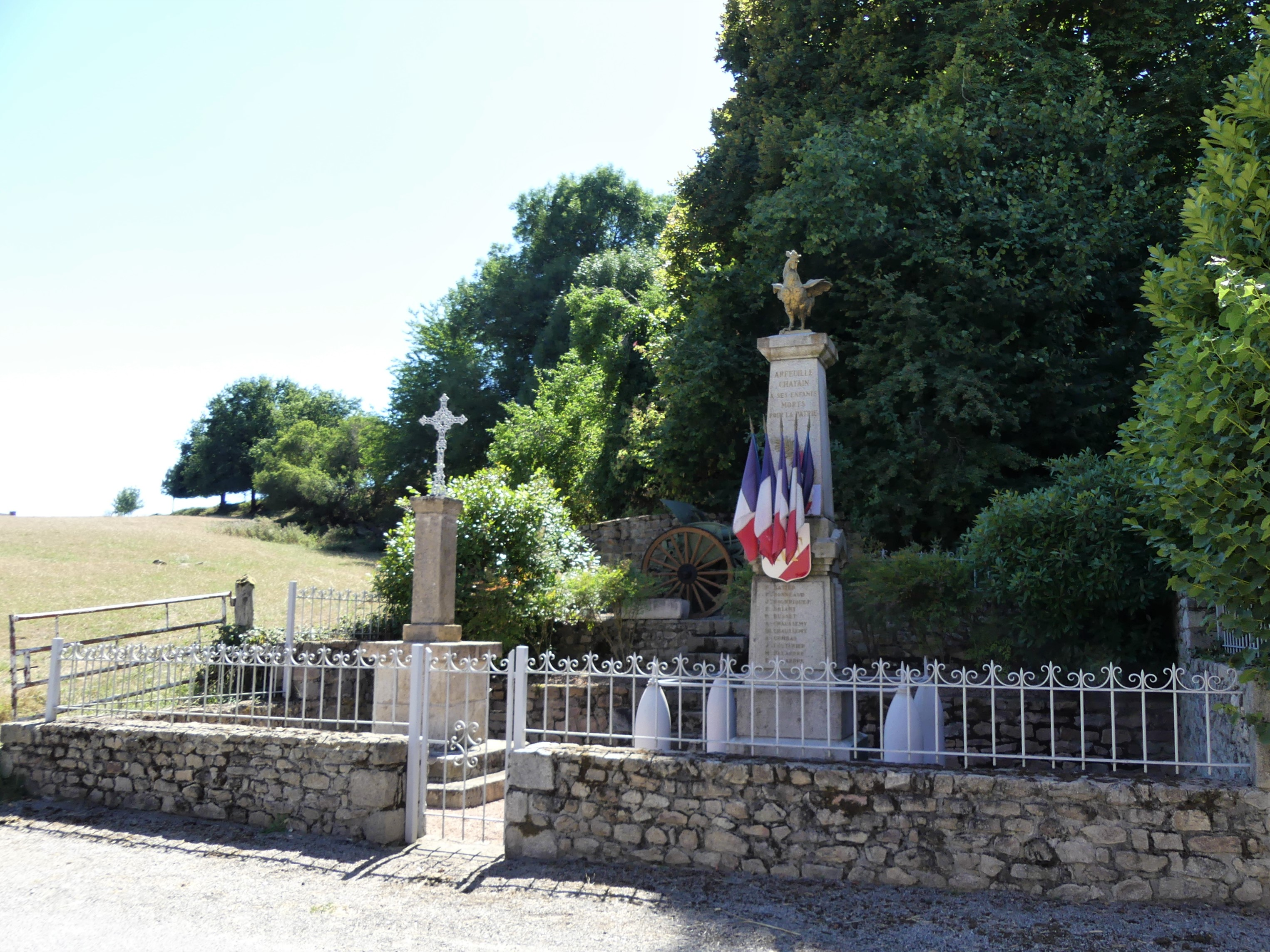
Le monument aux morts.
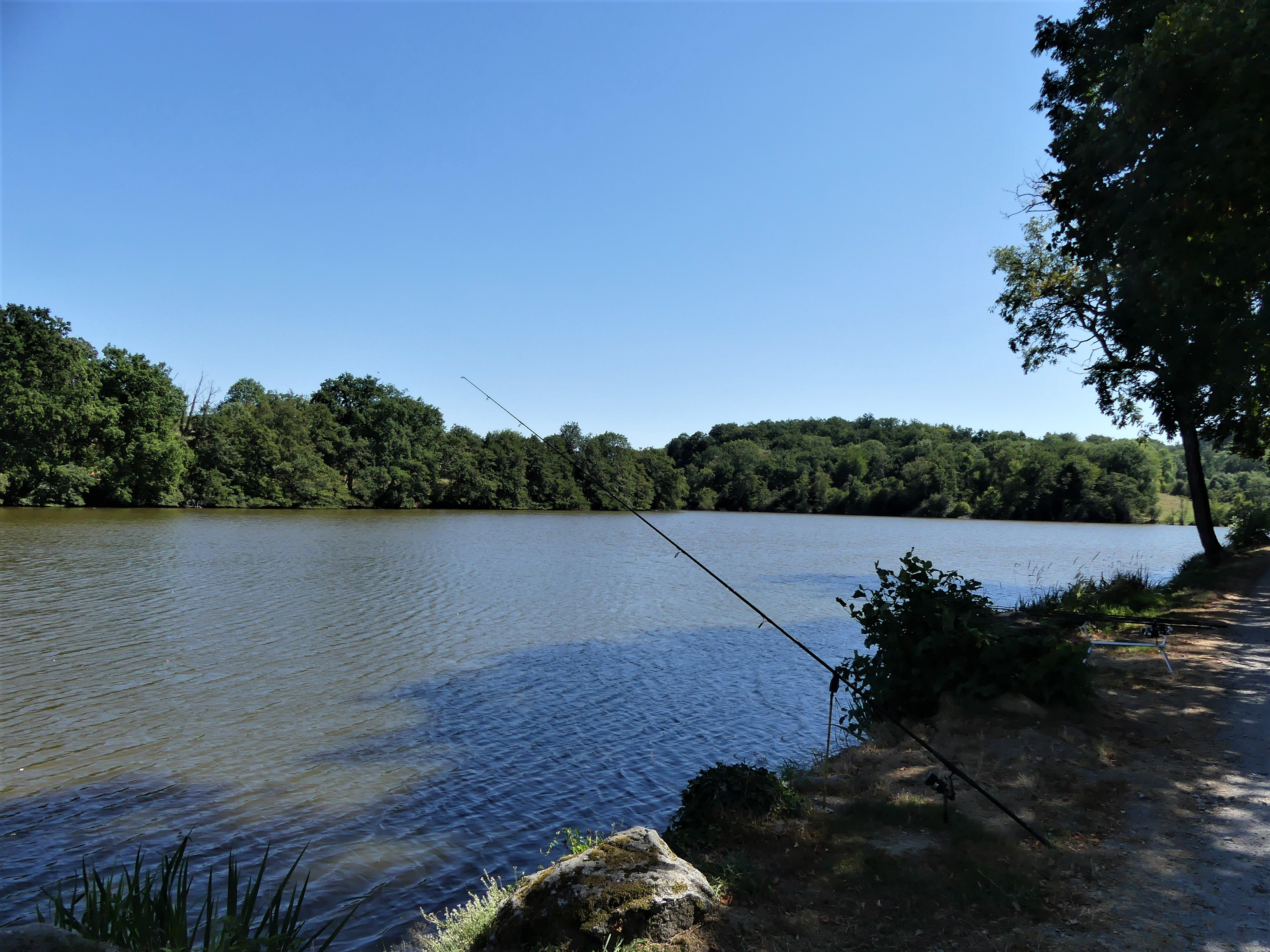
L'étang de Châtain.